# Тогул (село)
То́гул — село в Алтайском крае, административный центр Тогульского района.

## Этимология
Название поселения происходит от одноименной реки Тогул, гидроним восходит к кетскому слову тогаль и переводится как «узкий».

## География
Расположено в 200 км к востоку от Барнаула. До ближайшей железнодорожной станции Заринская 90 км. Через село протекает одноимённая река. На юге села близ Старого Тогула река Тогул впадает в Уксунай.
Уличная сеть районного цента состоит из 44 улиц и переулков.
Через Тогул проходит автомобильная дорога Р367 Мартыново — Залесово.

## История
Основано в 1801 году.
Первые упоминания о Тогульской земле относится к 1625—1626 гг. Впервые в ревизских списках деревня Тогул упоминается в 1770 году. Но ещё до появления русских поселенцев вблизи Кузнецкого тракта в районе современной улицы Первомайской имелся одноимённый татарский посёлок. Первомайскую улицу старожилы долгое время называли «буграми». Это были остатки землянок татар. Позднее в этом районе селились выходцы из Малороссии (совр.наз. Украина).

### Дореволюционный период
Население Тогула, который в первой четверти XIX века становится большим селом, занималось земледелием, пчеловодством, скотоводством. В конце XIX — начале XX века произошли заметные изменения в хозяйственном развитии Тогула. В селе росло мукомольное, колбасное производство, появились частные молоканки, возникли купеческие заводы по переработке сельскохозяйственного сырья. В Тогуле насчитывалось 18 купцов. В их собственности были магазины, мельницы, кожевенные и чугунно-литейные заводы, кузницы.

### Советский период
Одна из страниц истории Тогула — рождение и разработка золотых приисков. В 1900 году были открыты залежи золота в районе Уксунайского прииска и посёлка Приисковый в 1950 году, прииски закрыли.
В годы гражданской войны Тогул был центром белого движения Причумышья. Он занимал важное стратегическое положение на стыке трёх уездов. Трактовыми дорогами Тогул был соединён с тремя городами — Барнаулом, Бийском, и Кузнецком.
В 1919 году Тогул был захвачен отрядами Красной Армии и был создан сельский совет. С началом коллективизации крестьян стали насильно принуждать к отказу от ведения единоличного хозяйства и вступать в колхозы. По всему району, в каждом посёлке были организованы колхозы, и к 1940 году их насчитывалось 85. Однако мирная жизнь была нарушена в 1941 году, началом Великой Отечественной войны. Тогульчане воевали на всех фронтах: на Курской дуге, Ленинградом, защищали Москву, многие дошли до Берлина, воевали на Дальнем Востоке с Японией. 6588 человек были призваны из Тогульского района; 2963 защитника Отечества полегли на полях сражений.
В 1954—1956 годах на освоение целины в район прибыли 230 добровольцев. За эти годы было освоено 12 300 га земли.
В позднесоветское время имелся аэропорт, принимавший самолёты Ан-2.

## Население
| 1939  | 1959  | 1970  | 1979  | 1989  | 1997  | 1998  | 1999  | 2000  |
| ----- | ----- | ----- | ----- | ----- | ----- | ----- | ----- | ----- |
| 5730  | ↘5030 | ↘4965 | ↗5585 | ↘5471 | ↘5444 | ↘5424 | ↗5444 | ↘5365 |
| 2001  | 2002  | 2003  | 2004  | 2005  | 2006  | 2007  | 2008  | 2009  |
| ↘5276 | ↘5166 | ↘4984 | ↘4961 | ↘4869 | ↘4787 | ↘4716 | ↘4707 | ↘4631 |
| 2010  | 2011  | 2012  | 2021  |       |       |       |       |       |
| ↘4349 | ↘4341 | ↘4299 | ↘3494 |       |       |       |       |       |

## Социальная среда
В центре райцентра располагается районный дом культуры, музей, печатное издание «Сельские Огни», аптеки, магазины, администрация сельсовета и района, отделение полиции, почта, поликлиника, построенная по губернаторской программе, пожарная часть, леспромхоз, отделения банков Сбербанк, Россельхозбанк и Совкомбанк, Михаило-Архангельский храм, автостанция и другие административные организации Тогульского района.

#### Образование
В селе имеются образовательные учреждения: Основная общеобразовательная и Средняя общеобразовательная школы, Тогульский филиал Бочкарёвского лицея профессионального образования, несколько детских садов, музыкальная и художественная школы, библиотеки.

#### Спорт
В районе Белоглинки располагается лыжная база с трассой, где зимой проходят соревнования по лыжным гонкам, а летом по бегу. В районе Новой улицы расположен стадион, где проводятся различные мероприятия районного и краевого характера.
Предприятия
В селе функционируют леспромхоз, хлебозавод, пилорама.